# San Andrés Semetabaj
San Andrés Semetabaj é uma cidade da Guatemala do departamento de Sololá.